# Cut Bank (film)
Cut Bank is een Amerikaans film uit 2014 onder regie van Matt Shakman. De film won twee prijzen van in totaal vijf nominaties.

## Verhaal
Terwijl de teruggetrokken taxidermist Derby Milton uit het raam kijkt naar zijn brievenbus, verzamelt de plaatselijke postbezorger Georgie Wits spullen voor zijn route, waaronder een decoratieve lunchbox geadresseerd aan Milton. Ondertussen filmen Dwayne McLaren en zijn vriendin Cassandra Steeley in een koolzaadveld een reclamespot voor het stadje Cut Bank, Montana, ter voorbereiding van Cassandra's optreden in een plaatselijke schoonheidswedstrijd. Terwijl Dwayne Cassandra filmt, komt Georgie's postwagen in beeld. Georgie stapt uit de vrachtwagen en wordt benaderd door een grote man die hem neerschiet. Dwayne en Cassandra verstoppen zich terwijl hij de aanval filmt. De man vuurt een tweede schot op Georgie af, raapt zijn lichaam op en laadt het in de postwagen.
Dwayne en Cassandra rapporteren wat er gebeurd is aan haar vader Stan. Sheriff Vogel arriveert en bekijkt de band, die hem de eerste moordzaak van Cut Bank oplevert. De volgende dag laat Dwayne een kopie van de video achter in het plaatselijke postkantoor, waar de postmeester een aanvraag voor Dwayne heeft ingevuld om in aanmerking te komen voor de beloning van zes cijfers die wordt uitgeloofd voor het leveren van bewijs van geweld tegen een postbeambte. US Postal Inspector Joe Barrett arriveert in Cut Bank om het lichaam te inspecteren en de beloning voor Dwayne te bevestigen. Georgie's moordenaar vernietigt de postwagen en stopt de niet afgeleverde post in een opslagcontainer, inclusief het pakje voor Milton. Bij een trailer op een autokerkhof, waar Georgie zich schuilhoudt, betaalt hij de man, die een zwijgzame inheemse Amerikaan is met de naam Match.
Milton informeert op het postkantoor naar zijn pakje. Als hij hoort over de moord op Georgie, bezoekt hij de plaats van het misdrijf en merkt de grote laarsafdruk op die daar is achtergelaten. Hij bezoekt een plaatselijke schoenenwinkel en identificeert Match als de bron van de afdruk. Milton rijdt naar het huis van Match en vraagt naar zijn post. Match weigert te antwoorden, ze vechten, en Milton doodt Match.
Dwayne bezoekt Georgie in de trailer. Terwijl Dwayne uitlegt dat Georgie geen bewijs hoeft te leveren van zijn aanwezigheid hier, wordt het duidelijk dat Dwayne en Georgie Georgie's moord in scène hebben gezet en van plan zijn het geld van de beloning te verdelen. Stan ontdekt dat Georgie zich verstopt onder de trailer. Georgie valt Stan aan met een boutensnijder en verstopt zijn lichaam achter in een busje op het terrein.
Milton spoort Georgie op en confronteert hem over de post. Hij vermoordt Georgie op wrede wijze met een koevoet. Als de politie arriveert om de plaats van de moord te onderzoeken, zijn ze stomverbaasd Stan levend achter in het busje aan te treffen. Terwijl Stan bijkomt, realiseert Dwayne zich dat iemand zijn plan heeft doorzien. Hij en Cassandra besluiten om Cut Bank onmiddellijk na de optocht te verlaten.
Milton heeft Dwayne's rol in het plan ontdekt en confronteert hem op de optocht. Dwayne rent naar huis en haalt een geweer, maar Milton heeft het al uitgeladen. Milton houdt hem onder schot en onthult dat hij een oude vriend is van Dwayne's invalide vader die dieren beschermt sinds hij gedwongen werd een berenfamilie te doden, maar dit houdt in dat hij ook mensen moet vermoorden, met name stropers. Tegelijkertijd ontdekt Vogel, die een eerder incident met Milton onderzoekt, dat Milton zichzelf in zijn kelder een modelgezin heeft gemaakt op basis van een schilderij, maar de moeder mist de decoratieve broodtrommel uit het schilderij, wat Milton's obsessieve jacht erop verklaart. Wanneer Cassandra aankomt na het winnen van de verkiezing, gijzelt Milton ook haar. Dwayne rijdt Milton naar de opslagruimte. Hij gebruikt de dop van zijn Kopenhagen om "911" in de deur aan de bestuurderskant te krassen, in de hoop dat de beveiligingsbeambte het zal opmerken. In de opslagruimte vindt Milton snel zijn pakje en bedankt Dwayne voor zijn hulp.
Wanneer hij Dwayne's "911" boodschap opmerkt, plaatst hij echter twee grote enveloppen over Dwayne en Cassandra's hoofd, verzegelt ze met duct tape, en sluit de opslagruimte af. Bij het beveiligingshek maakt hij zich klaar om de bewaker neer te schieten wanneer Sheriff Vogel roept dat Milton uit het voertuig moet komen. In plaats daarvan rijdt Milton naar Vogel toe, schietend terwijl hij gaat. Vogel schiet en doodt Milton, die tegen een boom botst. Vogel redt Dwayne en Cassandra.
Nadat Vogel het hele plan heeft uitgewerkt, roepen Vogel en de herstellende Stan Dwayne naar het mortuarium. Vogel laat Dwayne een kogelvrij vest onder Georgie's lijk leggen terwijl hij een geluiddemper op zijn pistool zet. Hij legt Dwayne uit dat hij niet moet wachten op een toevalstreffer voordat hij de stad verlaat om een nieuw leven te zoeken. Vogel en Stan stemmen ermee in Dwayne's plan in de doofpot te stoppen, maar in ruil daarvoor moet hij het beloningsgeld verbeuren en nooit aan Cassandra vertellen wat ze hebben gedaan. De twee mannen beloven voor zijn vader te zorgen en Stan geeft Dwayne wat geld om hem te helpen een nieuw leven te beginnen. Vogel schiet Georgie's lijk twee keer dood en overhandigt het dan aan inspecteur Barrett. Dwayne en Cassandra rijden de stad uit op weg naar Los Angeles.

## Rolverdeling
- Michael Stuhlbarg - Derby Milton
- Bruce Dern - Georgie Wits
- John Malkovich - Sheriff Vogel
- Joyce Robbins - Mrs. Margaret
- Christian Distefano - Wyatt
- Aiden Longworth - Mason
- Teresa Palmer - Cassandra Steeley
- Liam Hemsworth - Dwayne McLaren
- Billy Bob Thornton - Big Stan Steeley
- Chilton Crane - Mrs. Steeley